# لوئیس-آلبرت بورگول-دوکودری
لوئیس-آلبرت بورگول-دوکودری (انگلیسی: Louis-Albert Bourgault-Ducoudray; ۲ فوریهٔ ۱۸۴۰ – ۴ ژوئیهٔ ۱۹۱۰) رهبر (موسیقی)، آهنگساز، و مربی موسیقی اهل فرانسه بود.
وی همچنین برندهٔ جوایزی همچون لژیون دونور (شوالیه)، لژیون دونور (افسر)، و جایزه بزرگ رم شده‌است.